# ويليام ويد هامبتون
ويليام ويد هامبتون (بالإنجليزية: William Wade Hampton)‏ هو محامي أمريكي، ولد في 1854، وتوفي في 1928.